# Макгрейн, Дэнни
Дэ́ниел Фе́ргюс Макгре́йн (англ. Daniel Fergus McGrain; 1 мая 1950, Глазго, Шотландия), более известный как Дэ́нни Макгре́йн (англ. Danny McGrain) — шотландский футболист, тренер. Выступал на позиции правого защитника.
Практически всю свою карьеру футболиста Макгрейн провёл в составе глазговского «Селтика», сыграл за 17 сезонов в стане «бело-зелёных» 681 матч, забил девять голов, с 1977 по 1987 год являлся капитаном «кельтов». После ухода из клуба Дэнни на протяжении сезона 1987/88 выступал за «Гамильтон Академикал», после чего «повесил бутсы на гвоздь».
С 1973 по 1982 год Макгрейн защищал цвета национальной сборной Шотландии, провёл в ей составе 62 матча. Участник двух крупных международных форумов — чемпионатов мира 1974 и 1982 годов.
После окончания карьеры футболиста Дэнни стал тренером — с сезона 1992/93 по 1993/94 без особого успеха возглавлял клуб «Арброт». С июля 1994 года Макгрейн работал в системе «родного» «Селтика» — на протяжении 18 лет являлся помощником наставника молодёжной команды «кельтов». С 18 октября 2012 по 21 мая 2014 года Дэнни ассистировал главному тренеру первого состава Нилу Леннону.

## Карьера футболиста

### Клубная карьера
Дэнни родился 1 мая 1950 года в Файннистоне — районе города Глазго, крупнейшего мегаполиса Шотландии. В юности с малых лет увлекавшийся футболом Макгрейн являлся болельщиком местного клуба «Рейнджерс» и к тому же был и является ныне протестантом. Первый контакт с представителями злейшего врага «джерс», «Селтика», состоялся во время выступлений 17-летнего Дэнни за «Куинз Парк Строллерс» — команду своей школы. На матч между коллективом Макгрейна и сверстниками из Англии пришли посмотреть близкий друг главного тренера «Селтика» Джока Стейна, Томми Рейлли, и бывший игрок «бело-зелёных» Шон Фаллон. В тот день «Строллерс» при отличной игре Макгрейна победили своих оппонентов со счётом 4:1. Вскоре Фаллон, отыскавший адрес Дэнни, пришёл к нему домой и в присутствии родителей предложил стать футболистом «Селтика». По словам Макгрейна, «Шон расставлял акценты на близость религиозных взглядов между „кельтами“ и моей семьёй, очевидно, имея в виду, ирландскую фамилию и подумав о естественном в таких случаях исповедовании католицизма». Но родители Дэнни были категорически против такой перспективы до того, как их сын получит образование. Поэтому Фаллон при содействии руководства «Селтика» устроил Макгрейна в колледж «Рид Керр» (англ. Reid Kerr College), где будущий капитан «бело-зелёных» проучился год, попутно защищая цвета молодёжной глазговской команды «Мэрихилл». 13 мая 1967 года Дэнни заключил с «кельтами» свой первый профессиональный контракт, то есть всего лишь за пару недель до того, как глазговцы стали первыми британскими футболистами, которым покорился Кубок европейских чемпионов и прозванными «Лиссабонскими львами». «Однокашниками» Макгрейна по резервной команде «Селтика» были такие известные в будущем футболисты, как Кенни Далглиш, Лу Макари, Дэвид Хей, Джордж Коннелли и другие. Подбор этого состава лично осуществлял главный тренер «кельтов» Джок Стейн, прекрасно понимавший важность поиска и воспитания молодых талантливых игроков. Именно этих футболистов специалист рассматривал в качестве смены стареющим «Лиссабонским львам».
Дебют Дэнни в первом составе «кельтов» состоялся 26 августа 1970 года, когда «Селтик» в рамках Кубка шотландской лиги встречался с «Данди Юнайтед». В том же сезоне Макгрейн пробился в основной состав «бело-зелёных», сразу впечатлив наставника «Селтика» Джока Стейна, который также отмечал универсальность футболиста, могущего одинаково хорошо сыграть на обоих флангах защиты, а также в центре поля. Легендарный капитан «Лиссабонских львов» Билли Макнилл называл Дэнни «выточенным из гранита», в том смысле, что жёсткость игрока никогда не переходила за дозволенные рамки. Несмотря на игру Макгрейна «на грани фола», за всю карьеру он всего лишь один раз был удостоен красной карточки — произошло это 9 октября 1982 года в матче с «Абердином».
В 1972 году в одной из игр Дэнни получил сложный перелом челюсти, после он долго восстанавливался от этого повреждения. В 1974 году Макгрейна был диагностирован диабет. Речь зашла о преждевременном завершении карьеры футболиста, однако Макгрейн доказал, что может выступать на самом высоком уровне, несмотря на заболевание. Через три года после того, как «Селтик» покинул капитан Кенни Далглиш, именно Дэнни стал обладателем повязки лидера клуба. По итогам того же года журналисты «горской страны» выбрали защитника «бело-зелёных» «Игроком года».
Всего за «Селтик» Макгрейн провёл 17 сезонов, собрав большую коллекцию трофеев: девять титулов чемпиона Шотландии, семь — обладателя национального Кубка и ещё единожды выиграв Кубок лиги. В 1987 году Дэнни покинул Глазго, и на правах свободного агента присоединился к клубу «Гамильтон Академикал». За «академиков» защитник выступал на протяжении сезона 1987/88, помог им стать победителями Первого дивизиона Шотландии. По окончании футбольного года Макгрейн завершил карьеру футболиста.
В 1983 году за свои достижения Дэнни был удостоен звания кавалера Ордена Британской империи. В 2002 году по голосованию среди болельщиков «Селтика» Макгрейн вошёл в символическую сборную лучших игроков за всю историю клуба. Ещё через два года Дэнни был введён в Зал славы шотландского футбола. В том же году Макгрейн был включён в символическую сборную британского футбола всех времён.

#### Клубная статистика
| Клуб                 | Сезон                | Лига | Лига | Национальные кубки | Национальные кубки | Национальные кубки | Национальные кубки | Еврокубки | Еврокубки | Прочие | Прочие | Итого | Итого |
| Клуб                 | Сезон                | Лига | Лига | Кубок страны       | Кубок страны       | Кубок Лиги         | Кубок Лиги         | Еврокубки | Еврокубки | Прочие | Прочие | Итого | Итого |
| Клуб                 | Сезон                | Игры | Голы | Игры               | Голы               | Игры               | Голы               | Игры      | Голы      | Игры   | Голы   | Игры  | Голы  |
| -------------------- | -------------------- | ---- | ---- | ------------------ | ------------------ | ------------------ | ------------------ | --------- | --------- | ------ | ------ | ----- | ----- |
| Селтик               | 1970/71              | 7    | 0    | —                  | —                  | 5                  | 0                  | 2         | 0         | 2      | 0      | 16    | 0     |
| Селтик               | 1971/72              | 3    | 0    | 1                  | 0                  | 4                  | 0                  | 2         | 0         | —      | —      | 10    | 0     |
| Селтик               | 1972/73              | 30   | 0    | 7                  | 0                  | 10                 | 0                  | 4         | 0         | 2      | 0      | 53    | 0     |
| Селтик               | 1973/74              | 30   | 1    | 3                  | 0                  | 13                 | 0                  | 5         | 0         | 3      | 0      | 54    | 1     |
| Селтик               | 1974/75              | 30   | 0    | 5                  | 0                  | 7                  | 0                  | 2         | 0         | 3      | 1      | 47    | 1     |
| Селтик               | 1975/76              | 35   | 0    | 1                  | 0                  | 9                  | 1                  | 6         | 0         | 2      | 0      | 53    | 1     |
| Селтик               | 1976/77              | 36   | 0    | 7                  | 0                  | 10                 | 1                  | 2         | 0         | —      | —      | 55    | 1     |
| Селтик               | 1977/78              | 7    | 0    | —                  | —                  | 2                  | 0                  | 2         | 0         | —      | —      | 11    | 0     |
| Селтик               | 1978/79              | 18   | 2    | 4                  | 0                  | 1                  | 0                  | —         | —         | 1      | 0      | 24    | 2     |
| Селтик               | 1979/80              | 34   | 0    | 6                  | 0                  | 5                  | 0                  | 6         | 0         | 3      | 0      | 54    | 0     |
| Селтик               | 1980/81              | 33   | 0    | 3                  | 0                  | 8                  | 0                  | 4         | 0         | 1      | 0      | 49    | 0     |
| Селтик               | 1981/82              | 26   | 0    | 2                  | 1                  | 6                  | 0                  | 1         | 0         | —      | —      | 35    | 1     |
| Селтик               | 1982/83              | 33   | 1    | 3                  | 0                  | 10                 | 1                  | 4         | 0         | —      | —      | 50    | 2     |
| Селтик               | 1983/84              | 33   | 0    | 5                  | 0                  | 10                 | 0                  | 6         | 0         | 2      | 0      | 56    | 0     |
| Селтик               | 1984/85              | 30   | 0    | 7                  | 0                  | 3                  | 0                  | 4         | 0         | 1      | 0      | 45    | 0     |
| Селтик               | 1985/86              | 28   | 0    | 2                  | 0                  | 2                  | 0                  | 2         | 0         | 2      | 0      | 36    | 0     |
| Селтик               | 1986/87              | 26   | 0    | 4                  | 0                  | 1                  | 0                  | 2         | 0         | —      | —      | 33    | 0     |
| Всего за «Селтик»    | Всего за «Селтик»    | 439  | 4    | 60                 | 1                  | 106                | 3                  | 54        | 0         | 22     | 1      | 681   | 9     |
| Гамильтон            | 1987/88              | 21   | 0    | —                  | —                  | —                  | —                  | —         | —         | —      | —      | 21    | 0     |
| Всего за «Гамильтон» | Всего за «Гамильтон» | 21   | 0    | 0                  | 0                  | 0                  | 0                  | 0         | 0         | 0      | 0      | 21    | 0     |
| Всего за карьеру     | Всего за карьеру     | 460  | 4    | 60                 | 1                  | 106                | 3                  | 54        | 0         | 22     | 1      | 702   | 9     |

### Сборная Шотландии
Дебют Макгрейна в национальной сборной Шотландии состоялся 12 мая 1973 года, когда «тартановая армия» в рамках Домашнего чемпионата Великобритании встречалась с Уэльсом. В следующем году Дэнни в составе «горцев» отправился на чемпионат мира, проходивший в ФРГ. На турнире шотландцы выступили неудачно, не выйдя из группы. Макгрейн провёл все три матча «тартановой армии», коими были встречи с Заиром, Бразилией и Югославией. Следующий мировой форум защитник вынужденно пропустил из-за травмы лодыжки. На первенство планеты 1982 года Макгрейн прибыл в качестве капитана национальной сборной. Чемпионат шотландцы вновь провалили, не пробившись в раунд плей-офф. На счету Дэнни оказались две игры из трёх «горцев» на этом первенстве мира — с Новой Зеландией и СССР. Эти поединки оказались последними для Макгрейна в составе сборной Шотландии. Всего за 9-летний период в «тартановой армии» Дэнни провёл 62 матча.

#### Матчи и голы за сборную Шотландии
| №  | Дата             | Место                                      | Оппонент          | Счёт | Голы Макгрейна | Соревнование                                                    |
| 1  | 12 мая 1973      | «Рейскорс Граунд», Рексем, Уэльс           | Уэльс             | 2:0  | —              | Домашний чемпионат Великобритании                               |
| 2  | 16 мая 1973      | «Хэмпден Парк», Глазго, Шотландия          | Северная Ирландия | 1:2  | —              | Домашний чемпионат Великобритании                               |
| 3  | 19 мая 1973      | «Уэмбли», Лондон, Англия                   | Англия            | 0:1  | —              | Домашний чемпионат Великобритании                               |
| 4  | 22 июня 1973     | «Ванкдорф», Берн, Швейцария                | Швейцария         | 0:1  | —              | Товарищеский матч                                               |
| 5  | 30 июня 1973     | «Хэмпден Парк», Глазго, Шотландия          | Бразилия          | 0:1  | —              | Товарищеский матч                                               |
| 6  | 26 сентября 1973 | «Хэмпден Парк», Глазго, Шотландия          | Чехословакия      | 2:1  | —              | Отборочный матч чемпионата мира по футболу 1974                 |
| 7  | 17 октября 1973  | «Слован CHZJD», Братислава, Чехословакия   | Чехословакия      | 0:1  | —              | Отборочный матч чемпионата мира по футболу 1974                 |
| 8  | 14 ноября 1973   | «Хэмпден Парк», Глазго, Шотландия          | ФРГ               | 1:1  | —              | Товарищеский матч                                               |
| 9  | 14 мая 1974      | «Хэмпден Парк», Глазго, Шотландия          | Уэльс             | 2:0  | —              | Домашний чемпионат Великобритании                               |
| 10 | 18 мая 1974      | «Хэмпден Парк», Глазго, Шотландия          | Англия            | 2:0  | —              | Домашний чемпионат Великобритании                               |
| 11 | 1 июня 1974      | «Клокке», Брюгге, Бельгия                  | Бельгия           | 1:2  | —              | Товарищеский матч                                               |
| 12 | 6 июня 1974      | «Уллевол», Осло, Норвегия                  | Норвегия          | 2:1  | —              | Товарищеский матч                                               |
| 13 | 14 июня 1974     | «Вестфаленштадион», Дортмунд, ФРГ          | Заир              | 2:0  | —              | Чемпионат мира по футболу 1974 (финальные игры, групповой этап) |
| 14 | 18 июня 1974     | «Вальдштадион», Франкфурт-на-Майне, ФРГ    | Бразилия          | 0:0  | —              | Чемпионат мира по футболу 1974 (финальные игры, групповой этап) |
| 15 | 22 июня 1974     | «Вальдштадион», Франкфурт-на-Майне, ФРГ    | Югославия         | 1:1  | —              | Чемпионат мира по футболу 1974 (финальные игры, групповой этап) |
| 16 | 5 февраля 1975   | «Луис Касанова», Валенсия, Испания         | Испания           | 1:1  | —              | Отборочный матч чемпионата Европы по футболу 1976               |
| 17 | 16 апреля 1975   | «Уллеви», Гётеборг, Швеция                 | Швеция            | 1:1  | —              | Товарищеский матч                                               |
| 18 | 13 мая 1975      | «Хэмпден Парк», Глазго, Шотландия          | Португалия        | 1:0  | —              | Товарищеский матч                                               |
| 19 | 17 мая 1975      | «Ниниан Парк», Кардифф, Уэльс              | Уэльс             | 2:2  | —              | Домашний чемпионат Великобритании                               |
| 20 | 20 мая 1975      | «Хэмпден Парк», Глазго, Шотландия          | Северная Ирландия | 3:0  | —              | Домашний чемпионат Великобритании                               |
| 21 | 24 мая 1975      | «Уэмбли», Лондон, Англия                   | Англия            | 1:5  | —              | Домашний чемпионат Великобритании                               |
| 22 | 1 июня 1975      | Национальный стадион, Бухарест, Румыния    | Румыния           | 1:1  | —              | Отборочный матч чемпионата Европы по футболу 1976               |
| 23 | 3 сентября 1975  | «Идратспаркен», Копенгаген, Дания          | Дания             | 1:0  | —              | Отборочный матч чемпионата Европы по футболу 1976               |
| 24 | 29 октября 1975  | «Хэмпден Парк», Глазго, Шотландия          | Дания             | 3:1  | —              | Отборочный матч чемпионата Европы по футболу 1976               |
| 25 | 7 апреля 1976    | «Хэмпден Парк», Глазго, Шотландия          | Швейцария         | 1:0  | —              | Товарищеский матч                                               |
| 26 | 6 мая 1976       | «Хэмпден Парк», Глазго, Шотландия          | Уэльс             | 3:1  | —              | Домашний чемпионат Великобритании                               |
| 27 | 8 мая 1976       | «Хэмпден Парк», Глазго, Шотландия          | Северная Ирландия | 3:0  | —              | Домашний чемпионат Великобритании                               |
| 28 | 15 мая 1976      | «Хэмпден Парк», Глазго, Шотландия          | Англия            | 2:1  | —              | Домашний чемпионат Великобритании                               |
| 29 | 8 сентября 1976  | «Хэмпден Парк», Глазго, Шотландия          | Финляндия         | 6:0  | —              | Товарищеский матч                                               |
| 30 | 29 октября 1976  | «Летна», Прага, Чехословакия               | Чехословакия      | 0:2  | —              | Отборочный матч чемпионата мира по футболу 1978                 |
| 31 | 17 ноября 1976   | «Хэмпден Парк», Глазго, Шотландия          | Уэльс             | 1:0  | —              | Отборочный матч чемпионата мира по футболу 1978                 |
| 32 | 27 апреля 1977   | «Хэмпден Парк», Глазго, Шотландия          | Швеция            | 3:1  | —              | Товарищеский матч                                               |
| 33 | 28 мая 1977      | «Рейскорс Граунд», Рексем, Уэльс           | Уэльс             | 0:0  | —              | Домашний чемпионат Великобритании                               |
| 34 | 1 июня 1977      | «Хэмпден Парк», Глазго, Шотландия          | Северная Ирландия | 3:0  | —              | Домашний чемпионат Великобритании                               |
| 35 | 4 июня 1977      | «Уэмбли», Лондон, Англия                   | Англия            | 2:1  | —              | Домашний чемпионат Великобритании                               |
| 36 | 15 июня 1977     | Национальный стадион, Сантьяго, Чили       | Чили              | 4:2  | —              | Товарищеский матч                                               |
| 37 | 18 июня 1977     | «Бомбонера», Буэнос-Айрес, Аргентина       | Аргентина         | 1:1  | —              | Товарищеский матч                                               |
| 38 | 23 июня 1977     | «Маракана», Рио-де-Жанейро, Бразилия       | Бразилия          | 0:2  | —              | Товарищеский матч                                               |
| 39 | 7 сентября 1977  | «Штадион дер Вельтюгенд», Берлин, ГДР      | ГДР               | 0:1  | —              | Товарищеский матч                                               |
| 40 | 21 сентября 1977 | «Хэмпден Парк», Глазго, Шотландия          | Чехословакия      | 3:1  | —              | Отборочный матч чемпионата мира по футболу 1978                 |
| 41 | 19 декабря 1979  | «Хэмпден Парк», Глазго, Шотландия          | Бельгия           | 1:3  | —              | Отборочный матч чемпионата Европы по футболу 1980               |
| 42 | 26 марта 1980    | «Хэмпден Парк», Глазго, Шотландия          | Португалия        | 4:1  | —              | Отборочный матч чемпионата Европы по футболу 1980               |
| 43 | 16 мая 1980      | «Уиндзор Парк», Белфаст, Северная Ирландия | Северная Ирландия | 0:1  | —              | Домашний чемпионат Великобритании                               |
| 44 | 21 мая 1980      | «Хэмпден Парк», Глазго, Шотландия          | Уэльс             | 1:0  | —              | Домашний чемпионат Великобритании                               |
| 45 | 24 мая 1980      | «Хэмпден Парк», Глазго, Шотландия          | Англия            | 0:2  | —              | Домашний чемпионат Великобритании                               |
| 46 | 28 мая 1980      | «Варта», Познань, Польша                   | Польша            | 0:1  | —              | Товарищеский матч                                               |
| 47 | 31 мая 1980      | «Непштадион», Будапешт, Венгрия            | Венгрия           | 1:3  | —              | Товарищеский матч                                               |
| 48 | 10 сентября 1980 | «Сульна», Стокгольм, Швеция                | Швеция            | 1:0  | —              | Отборочный матч чемпионата мира по футболу 1982                 |
| 49 | 15 октября 1980  | «Хэмпден Парк», Глазго, Шотландия          | Португалия        | 0:0  | —              | Отборочный матч чемпионата мира по футболу 1982                 |
| 50 | 25 февраля 1981  | «Рамат-Ган», Рамат-Ган, Израиль            | Израиль           | 1:0  | —              | Отборочный матч чемпионата мира по футболу 1982                 |
| 51 | 25 марта 1981    | «Хэмпден Парк», Глазго, Шотландия          | Северная Ирландия | 1:1  | —              | Отборочный матч чемпионата мира по футболу 1982                 |
| 52 | 28 апреля 1981   | «Хэмпден Парк», Глазго, Шотландия          | Израиль           | 3:1  | —              | Отборочный матч чемпионата мира по футболу 1982                 |
| 53 | 16 мая 1981      | «Витч Филд», Суонси, Уэльс                 | Уэльс             | 0:2  | —              | Домашний чемпионат Великобритании                               |
| 54 | 19 мая 1981      | «Хэмпден Парк», Глазго, Шотландия          | Северная Ирландия | 2:0  | —              | Домашний чемпионат Великобритании                               |
| 55 | 23 мая 1981      | «Уэмбли», Лондон, Англия                   | Англия            | 1:0  | —              | Домашний чемпионат Великобритании                               |
| 56 | 9 сентября 1981  | «Хэмпден Парк», Глазго, Шотландия          | Швеция            | 2:0  | —              | Отборочный матч чемпионата мира по футболу 1982                 |
| 57 | 24 февраля 1982  | «Луис Касанова», Валенсия, Испания         | Испания           | 0:3  | —              | Товарищеский матч                                               |
| 58 | 23 марта 1982    | «Хэмпден Парк», Глазго, Шотландия          | Нидерланды        | 2:1  | —              | Товарищеский матч                                               |
| 59 | 28 апреля 1982   | «Уиндзор Парк», Белфаст, Северная Ирландия | Северная Ирландия | 1:1  | —              | Домашний чемпионат Великобритании                               |
| 60 | 29 мая 1982      | «Хэмпден Парк», Глазго, Шотландия          | Англия            | 0:1  | —              | Домашний чемпионат Великобритании                               |
| 61 | 15 июня 1982     | «Ла-Росаледа», Малага, Испания             | Новая Зеландия    | 5:2  | —              | Чемпионат мира по футболу 1982 (финальные игры, групповой этап) |
| 62 | 22 июня 1982     | «Ла-Росаледа», Малага, Испания             | СССР              | 2:2  | —              | Чемпионат мира по футболу 1982 (финальные игры, групповой этап) |

Итого: 62 матча / 0 голов; 31 победа, 13 ничьих, 18 поражений.

#### Сводная статистика игр/голов за сборную
| Сборная          | Год              | Отборочные матчи ЧМ | Отборочные матчи ЧМ | Финальные матчи ЧМ | Финальные матчи ЧМ | Отборочные матчи ЧЕ | Отборочные матчи ЧЕ | Финальные матчи ЧЕ | Финальные матчи ЧЕ | Товарищеские матчи | Товарищеские матчи | Домашний чемпионат Великобритании | Домашний чемпионат Великобритании | Итого | Итого |
| Сборная          | Год              | Игры                | Голы                | Игры               | Голы               | Игры                | Голы                | Игры               | Голы               | Игры               | Голы               | Игры                              | Голы                              | Игры  | Голы  |
| ---------------- | ---------------- | ------------------- | ------------------- | ------------------ | ------------------ | ------------------- | ------------------- | ------------------ | ------------------ | ------------------ | ------------------ | --------------------------------- | --------------------------------- | ----- | ----- |
| Шотландия        | 1973             | 2                   | 0                   | —                  | —                  | —                   | —                   | —                  | —                  | 3                  | 0                  | 3                                 | 0                                 | 8     | 0     |
| Шотландия        | 1974             | —                   | —                   | 3                  | 0                  | —                   | —                   | —                  | —                  | 2                  | 0                  | 2                                 | 0                                 | 7     | 0     |
| Шотландия        | 1975             | —                   | —                   | —                  | —                  | 4                   | 0                   | —                  | —                  | 2                  | 0                  | 3                                 | 0                                 | 9     | 0     |
| Шотландия        | 1976             | 2                   | 0                   | —                  | —                  | —                   | —                   | —                  | —                  | 2                  | 0                  | 3                                 | 0                                 | 7     | 0     |
| Шотландия        | 1977             | 1                   | 0                   | —                  | —                  | —                   | —                   | —                  | —                  | 5                  | 0                  | 3                                 | 0                                 | 9     | 0     |
| Шотландия        | 1979             | —                   | —                   | —                  | —                  | 1                   | 0                   | —                  | —                  | —                  | —                  | —                                 | —                                 | 1     | 0     |
| Шотландия        | 1980             | 2                   | 0                   | —                  | —                  | 1                   | 0                   | —                  | —                  | 2                  | 0                  | 3                                 | 0                                 | 8     | 0     |
| Шотландия        | 1981             | 4                   | 0                   | —                  | —                  | —                   | —                   | —                  | —                  | —                  | —                  | 3                                 | 0                                 | 7     | 0     |
| Шотландия        | 1982             | —                   | —                   | 2                  | 0                  | —                   | —                   | —                  | —                  | 2                  | 0                  | 2                                 | 0                                 | 6     | 0     |
| Всего за карьеру | Всего за карьеру | 11                  | 0                   | 5                  | 0                  | 6                   | 0                   | 0                  | 0                  | 18                 | 0                  | 22                                | 0                                 | 62    | 0     |

### Сборная Шотландской футбольной лиги
Также в 1973 году Макгрейн был приглашён и сыграл в составе сборной Шотландской футбольной лиги, которая проводила товарищеский матч с аналогичной командой из Англии.

#### Матчи за сборную Шотландской футбольной лиги
| № | Дата          | Место                             | Оппонент                       | Счёт | Голы Макгрейна | Соревнование      |
| 1 | 27 марта 1973 | «Хэмпден Парк», Глазго, Шотландия | Сборная Футбольной лиги Англии | 2:2  | —              | Товарищеский матч |

Итого: 1 матч / 0 голов; 0 побед, 1 ничья, 0 поражений.

### Достижения

#### Командные достижения
«Селтик»
- Чемпион Шотландии (9): 1970/71, 1971/72, 1972/73, 1973/74, 1976/77, 1978/79, 1980/81, 1981/82, 1985/86
- Обладатель Кубка Шотландии (7): 1971/72, 1973/74, 1974/75, 1976/77, 1979/80, 1982/83, 1984/85
- Обладатель Кубка шотландской лиги: 1974/75
- Финалист Кубка Шотландии (2): 1972/73, 1983/84
- Финалист Кубка шотландской лиги (8): 1971/72, 1972/73, 1973/74, 1975/76, 1976/77, 1977/78, 1983/84, 1986/87

 «Гамильтон Академикал»
- Победитель Первого дивизиона шотландской Футбольной лиги: 1987/88

#### Личные достижения
- Игрок года по версии Шотландской ассоциации футбольных журналистов: 1977
- Зал славы шотландского футбола: включён в 2004[15]

## Тренерская карьера
По окончании карьеры футболиста Дэнни начал работать тренером — с сезона 1992/93 по 1993/94 он без особого успеха возглавлял клуб «Арброт». С июля 1994 года Макгрейн работает в системе «родного» «Селтика» — на протяжении 18 лет являлся помощником наставника молодёжной команды «кельтов». 18 октября 2012 года Дэнни был назначен ассистентом главного тренера первого состава Нила Леннона вместо покинувшего клуб Алана Томпсона.

### Тренерская статистика
| Клуб   | Страна    | Начало работы | Завершение работы | Показатели | Показатели | Показатели | Показатели | Показатели |
| Клуб   | Страна    | Начало работы | Завершение работы | М          | В          | Н          | П          | % побед    |
| ------ | --------- | ------------- | ----------------- | ---------- | ---------- | ---------- | ---------- | ---------- |
| Арброт | Шотландия | 1 июля 1992   | 30 июня 1994      | 78         | 30         | 17         | 31         | 38,46      |
| Итого  | Итого     | Итого         | Итого             | 78         | 30         | 17         | 31         | 38,46      |

## Личная жизнь
Дэнни женат, у него и его жены Ларейн три дочери. Макгрейн написал две автобиографические книги — «Селтик: моя команда» (англ. Celtic: My Team) и «На солнце и в тени» (англ. In Sunshine And In Shadow).

## В популярной культуре
В 1996 году глазговская рок-группа «Big Wednesday» увековечила фамилию Дэнни в своём сингле «Скользи (как Макгрейн)» (англ. Sliding in (like McGrain)). Также футболист появлялся на телевидении вместе с музыкантами в качестве рекламы их композиции.